# Max Enderlein

Max Enderlein 2018 auf dem Circuit Zolder.

Max Enderlein (* 22. November 1996 in Lichtenstein/Sa.) ist ein deutscher Motorradrennfahrer.

## Karriere
Max Enderlein fährt seit dem Jahr 2002 Motorradrennen. Zu Beginn seiner Karriere startete er auf Pocketbikes und Minibikes in verschiedenen Wettbewerben.
In der Saison 2011 erhielt Enderlein die Möglichkeit, am Red Bull MotoGP Rookies Cup im Rahmen der Motorrad-Weltmeisterschaft teilzunehmen. In 14 Rennen erreichte er siebenmal die Punkteränge und belegte am Ende der Saison den 22. Gesamtrang. Platz 9 in Silverstone und beim Heimrennen am Sachsenring waren seine besten Resultate. Zur Saison 2012 wechselte der Deutsche in die 125-cm³-Klasse der Internationalen Deutschen Motorradmeisterschaft (IDM). Als Teamkollege von Florian Alt startete Enderlein für das Racing Team Freudenberg und wurde mit einem Sieg am Nürburgring und acht weiteren Podestplätzen Dritter in der Gesamtwertung.
2013 und 2014 startete Enderlein in der Spanischen Motorradmeisterschaft in der Moto3-Klasse auf Honda und KTM. Sein bestes Ergebnis war ein zehnter Platz beim Rennen in Jerez 2014. Im Jahr 2015 erfolgte der Aufstieg in die Moto2-Kategorie, wo er auf Kalex an den Start ging und zweimal Punkte sammelte. In der Saison 2016 steigerte sich der Deutsche und sicherte sich am Ende des Jahres Gesamtrang 19 mit drei Top-10-Ergebnissen, ebenfalls auf einem Motorrad der Marke Kalex.
Enderlein kehrte zur Saison 2017 mit dem Team Freudenberg in die IDM zurück und wurde Dritter in der Klasse Supersport 600 auf Yamaha YZF-R 6. In den beiden folgenden Jahren gewann der Sachse jeweils die Meisterschaftswertung in dieser Klasse, ebenfalls auf Yamaha und für das Team Freudenberg.
Mit Wildcard startete Enderlein bei den Supersport-WM-Läufen in Portimão 2017 und in Brünn 2018 mit einer Yamaha R6 und erreichte zweimal Rang 19.

## Statistik

### Erfolge
- 2018 – Deutscher Supersport 600-Meister auf Yamaha
- 2019 – Deutscher Supersport 600-Meister auf Yamaha
- 2022 – Deutscher Supersport 600-Meister auf Yamaha

### In der Supersport-Weltmeisterschaft
(Stand: Saisonende 2021)
| Saison | Motorrad | Rennen | Siege | Podien | Poles | Punkte | Ergebnis |
| ------ | -------- | ------ | ----- | ------ | ----- | ------ | -------- |
| 2017   | Yamaha   | 1      | –     | –      | –     | –      | –        |
| 2018   | Yamaha   | 1      | –     | –      | –     | –      | –        |
| 2021   | Yamaha   | 2      | –     | –      | –     | 5      | 38.      |
| Gesamt | Gesamt   | 4      | 0     | 0      | 0     | 5      |          |